# Окушірі (острів)
О́стрів Окуші́рі (яп. 奥尻島, おくしりとう, МФА: [oku̥ɕiɾʲi toː]) — острів Японського архіпелагу. Розташований в Японському морі, на південному заході острова Хоккайдо. Належить містечку Окушірі, префектура Хоккайдо, Японія. Площа — 142,73 км². Протяжність берегової лінії — 67,5 км. Берега урвисті, важкопрохідні. Найвища точка — гора Камуй, висотою 584 м, розташована в центральній частині острова. Послення і порти розкидані біля її підніжжя. На схід від гори розміщується порт Окушірі, а на півдні — аеропорт Окушірі. Населення — 3643 осіб (2005). Більшість мешканців проживає на сході та півдні. Острів сполучається з Хакодате літаком та поромами.
Назва Окушірі походить з айнської мови і означає «морський острів» або «тамтешній острів». Про нього згадував Арай Хакусекі у своїй праці «Історія Едзо». 12 липня 1993 року, о 22:17, на острові стався великий землетрус силою 6 балів (7,8 M). В результаті землетрусу 172 остров'ян загинуло, 26 зникли безвісти, а 143 зазнали поранень.
Основа економіки — рибальство та туризм. Основні пам'ятки та принади — святилище Міядзу, річище Сай, скеля Набецуру, парк Унімару, кам'яний пляж Мікаґе, музей цунамі, парк Токуйо тощо. На території острова працює близько 30 готелей.